# مسجد همچ
مسجد همچ مربوط به اواخر دوره صفوی -اوایل دوره قاجار است و در شهرستان خوسف، روستای همچ واقع شده و این اثر در تاریخ ۵ آذر ۱۳۸۰ با شمارهٔ ثبت ۴۴۸۴ به‌عنوان یکی از آثار ملی ایران به ثبت رسیده است.